# Bulbostylis lagoensis
Bulbostylis lagoensis är en halvgräsart som först beskrevs av Johann Otto Boeckeler, och fick sitt nu gällande namn av Prata och M.G.López. Bulbostylis lagoensis ingår i släktet Bulbostylis och familjen halvgräs. Inga underarter finns listade i Catalogue of Life.